# Найда
«Найда» — драматична дума Михайла Петренка. Рукопис твору датований 1845 роком і містить лише перші дві яви. Знайдений 2013 року у фондах Російської державної бібліотеки. До публікацій 2013 та 2015 років твір ніколи не згадувався у літературі.

## Історія знахідки
Навесні 2013 року Валентиною Шабановою, дослідницею життя і творчості Михайла Петренка, у фондах науково-дослідного відділу рукописів Російської державної бібліотеки (м. Москва) було зроблено важливу знахідку. У фонді 17 за № 1209 зберігається рукопис перших двох яв невідомого раніше твору Михайла Петренка..
Рукописний текст розміщено на чотирьох великих аркушах паперу з двох боків, вісім сторінок тексту по два стовпці на сторінку. Рукопис підписано М. Петренко та датовано двадцятим січня 1845 року. Місцем написання вказано Харків. Папір у правому верхньому кутку має штемпель-тиснення — знак виробника у вигляді розміщеної під короною монограми Миколи I. По колу напис «ИМПЕРАТОР ПЕТЕРГ БУМ ФАБ». У тексті є виправлення, зроблені тим самим чорнилом і тією ж рукою, а також виправлення тексту думи та напис у кінці іншим чорнилом та іншою рукою. Окремої дати для пізніших виправлень не поставлено..
Оскільки рукопис було знайдено тоді, коли книжка «Михайло Петренко: Життя і творчість» вже готувалася до друку, в неї було включено короткий огляд знахідки, відтворення оригінального тексту й чорнову адаптацію драми до сучасних мовних норм.
Літературну обробку тексту і аналіз твору виконано літературознавцем, дослідником класичної української літератури Миколою Бондарем і розміщено у виданій двома роками пізніше книжці «Поет-романтик Михайло Миколайович Петренко (1817—1862)».
У вступній статті «Задивлений у небо України» Микола Бондар проаналізував «Найду» і, зокрема, охарактеризував її наступним чином:

| Цю першу дію п'єси можна бачити як своєрідну прелюдію до розгортання якогось більш конфліктного сюжету… Унікальність і пріоритет п'єси Петренка полягає в тому, що у ній вперше серед творів української драматургії випробувано можливості ритмічно гнучкого римованого вірша… |

## Вистава
У березні 2016 року за ініціативою слов'янських учасників документального проекту «Ідентифікація Петренків» на базі місцевої ЗОШ № 13 було показано виставу, створену за драмою «Найда» учасниками творчого колективу «Школа актора» Центру дитячої і юнацької творчості.
Невдовзі учасниками цього ж колективу було створено фільм-виставу «Найда, або Панська любов».
Фільм-виставу відзнято у збереженій сільській садибі XIX століття на території етнографічного комплексу в селі Маяки.